# Rocky y Mugsy
Rocky & Mugsy son personajes de la serie de cortometrajes Looney Tunes. Son un par de mafiosos estilo Al Capone, con su típica vestimenta de los años 20, con sombrero de ala ancha y sacos a rayas.
Estos dos personajes se diferencian notoriamente. Rocky es un personaje de pequeña estatura, que usa un sombrero gris tan grande que le cubre los ojos. Es el que elabora los planes y el que manda a Mugsy lo que debe hacer. Mugsy, por el contrario, es un personaje robusto, pero también no muy listo, cumple todo lo que Rocky le manda hacer, y es tan torpe que la mayoría de las veces todo le sale mal.
Por lo general su némesis es Bugs Bunny, principalmente porque Bugs quiere frustrar los planes de estos dos pillos. Aunque a veces han puesto en aprietos al Pato Lucas y a Porky y hasta en una ocasión a Silvestre.
- Datos: Q3086544